# Combinat Espoir
Pour plus de détails, voir Fiche technique et Distribution.
Combinat Espoir (Комбинат « Надежда », Kombinat « Nadejda ») est un film russe de Natalia Mechtchaninova sorti en Russie en  2014.

## Synopsis
Le film raconte l'histoire de deux jeunes filles, Svetalan et Nadejda, qui habitent à Norilsk, ville du Grand Nord russe, coupée du continent. Nadejda se prostitue et Svetlana est de bonne famille. Malgré le fait qu'elles font partie du même groupe d'amis, elles se détestent parce que Nadejda a couché avec l'amoureux de Svetlana. Le père de Svetlana a promis à sa fille de payer le voyage sur le continent et d'y rencontrer son amoureux. Mais son père se ravise et décide de lui offrir un appartement pour son anniversaire  . Pour Svetlana c'est le signe évident que ses parents veulent qu'elle passe toute sa vie à Norilsk, la ville qu'elle veut fuir. Cela la décide à tout faire pour partir rejoindre son fiancé. Mais celui-ci lui apprend qu'il ne veut plus être qu'un ami et qu'il n'est pas amoureux d'elle. Même si ce n'est plus pour le rejoindre elle veut partir malgré tout. Elle doit encore rassembler l'argent pour payer son billet d'avion. Mais un dernier évènement survient : avec ses amis elle fête son anniversaire sur le terril qui domine la ville, puis sur un ponton le long du lac près de la ville. Svetlana y pousse Nadejda dans l'eau en plaisantant, mais méchamment. Nadeja vexée veut traverser une baie pour revenir sur la berge. Elle se noie quelques mètres plus loin. Svetlana a brûlé tous les ponts qui pouvaient lui rendre possible le choix de rester dans la ville. Elle vole de l'argent à son frère et part pour s'engouffrer dans l'aéroport. Son père tente encore de la retenir, mais en vain.         

## Fiche technique
- Titre original : Комбинат « Надежда », Kombinat « Nadejda »
- Titre français : Combinat Espoir
- Titre anglais : Hope Factory
- Réalisation et scénario : Natalia Mechtchaninova
- Photographie : Evgeny Tsvetkov
- Musique : Jak Poliakov et le groupe Karamazov Twins
- Producteurs : Zaour Bolotaev, Alexandre Plotnikov, Elena Stepanichtcheva
- Société de production : First Creative Union, Zao Louk film, Première association de création
- Pays d'origine :  Russie
- Genre : drame
- Budget : 400 000 $
- Durée : 90 minutes
- Date de sortie : 2014

## Distribution
- Daria Savelieva : Svetlana
- Polina Chanina : Nadejda
- Danil Steklov : Den
- Maksim Stoianov : Chkaroupa
- Stepan Devonine : Aliocha
- Sergueï Ovtchinnikov : Serioja
- Ksenia Radtchenko : Iana
- Alexandra Makarskaïa : Rouslana

## Tournage

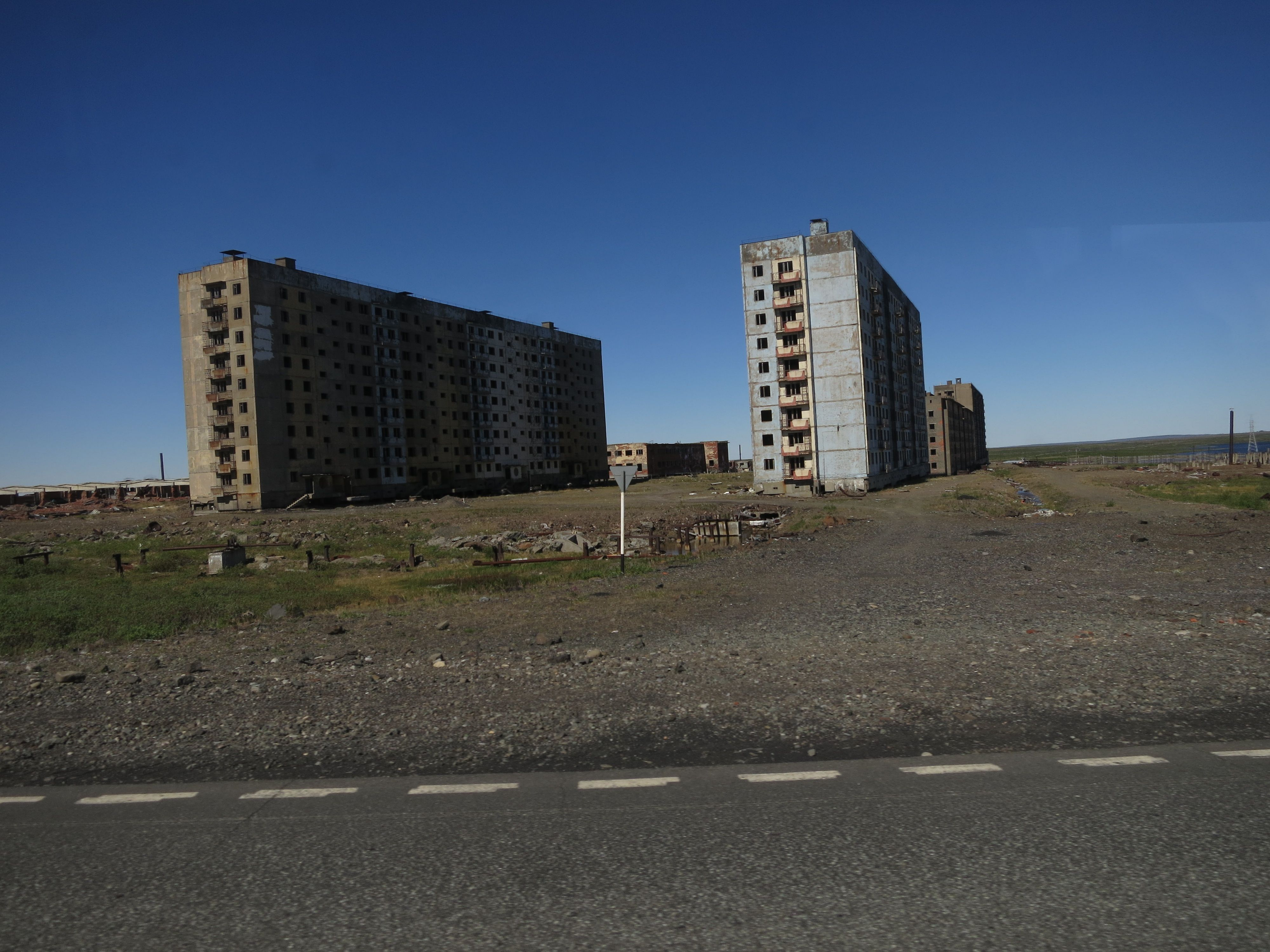
Immeubles d'habitation à Norilsk

Le tournage du film a lieu à Norilsk, ville industrielle de plus de 100 000 habitants, située au nord du cercle polaire arctique, sur le 69e parallèle. Elle ne peut être atteinte que par bateau ou par avion. Le groupe Norilsk Nickel y exploite les 3/4 de la production mondiale de nickel et de palladium. Dans l'histoire soviétique elle est connue pour le soulèvement de Norilsk à l'époque du Goulag en 1953, après la mort de Staline.

## Accueil critique
Pour Eugénie Zvonkine, critique et historienne du cinéma, Combinat Espoir est traversé par l'énergie du désespoir pour que le personnage principal, Svetlana, puisse quitter Norilsk.
Zara Abdoullaeva parle de sensation d'étouffement à propos de Norilsk,  avec son architecture accablante et ses tuyaux rouillés. La réalisatrice, Natalia Mechtchaninova, vient du cinéma documentaire et veut que le lieu choisi ne soit pas une abstraction mais un lieu très concret, tout en pouvant l'imaginer ailleurs qu'à Norilsk.
La critique Galine Rymbou va plus loin et rappelle que la jeune Nadejda Tolokonnikova est une membre du groupe Pussy Riot qui aime se présenter comme « la fille qui s'est taillée de Norilsk ». Rymbou lance l'hypothèse suivant laquelle le film est de ce fait presque une déclaration politique.